# Dina Spybey
Dina Spybey, également appelée Dina Waters ou Dina Spybey-Waters après son mariage, est une actrice américaine, née le 29 août 1965 à Columbus (Ohio).

## Biographie
En 1993 elle participe à la pièce d'off-Broadway Five Women Wearing the Same Dress, aux côtés d'Ally Walker, Allison Janney, Amelia Campbell et Betsy Aidem. Cette même année, elle est réciipendaire d'un Daytime Emmy pour son travail dans Lifestories: Families in Crisis (en).
Elle est une des deux actrices à jouer le rôle de Nanette Guzman dans la série Fraiser.
Elle épouse le réalisateur Mark Waters le 10 novembre 2000.

## Filmographie
- 1993 : If I Die Before I Wake (TV)
- 1996 : À table (Big Night) : Natalie
- 1996 : Striptease d'Andrew Bergman : Monique, Jr.
- 1996 : Men Behaving Badly (série télévisée) : Brenda Mikowski
- 1996 : Le Club des ex (The First Wives Club) : Young Elise
- 1996 : SubUrbia : Bee-Bee
- 1997 : Julian Po : Dee
- 1997 : An Alan Smithee Film (An Alan Smithee Film: Burn Hollywood Burn) : Allessandra
- 1998 : Getting Personal : Liz Carderelli
- 1998 : Conrad Bloom ("Conrad Bloom") (série télévisée) : Nina Bloom #2
- 1999 : Advice from a Caterpillar : Young Woman
- 1999 : Cold Feet (série télévisée) : Jenny Lombardi
- 2000 : Isn't She Great : Bambi Madison
- 2002 : John Q : Debby Utley
- 2002 : Greg the Bunny (série télévisée) : Dottie Sunshine
- 2002 : Warning: Parental Advisory (TV) : Receptionist
- 2002 : Full Frontal : Third Fired Employee
- 2003 : Freaky Friday : Dans la peau de ma mère (Freaky Friday) : Dottie Robertson
- 2003 : Le Manoir hanté et les 999 Fantômes (The Haunted Mansion) : Emma
- 2005 : Et si c'était vrai (Just Like Heaven) : Abby Brody

## Récompenses et nominations

### Récompenses
1993 : Emmy Award au meilleur rôle dans un programme pour enfants/adolescents/famille (en) pour Lifestories: Families in Crisis (en)

### Nominations
1997 : Nomination aux Screen Actors Guild Awards à la meilleure distribution dans une série comique pour Remember WENN (en)